# Civilization IV
Civilization IV o Sid Meier's Civilization IV è un videogioco strategico a turni, appartenente alla serie Civilization iniziata da Sid Meier. È stato sviluppato da Soren Johnson (capo progettazione e programmatore IA) sotto la direzione dello stesso Sid Meier alla Firaxis Games. Civilization IV è uscito tra il 25 ottobre e il 4 novembre 2005 in Nord America, Europa e Australia. La versione Macintosh è uscita a giugno del 2006.
Civilization IV è un videogioco strategico a turni dove il giocatore costruisce un impero dall'inizio. Tutte le partite standard cominciano nel 4000 a.C. con un colono che fonda la prima città. Da qui il giocatore espande il suo impero mentre si contende con le nazioni rivali, utilizza la geografia, sviluppa infrastrutture e incoraggia il progresso scientifico e culturale. Il giocatore può vincere una partita raggiungendo uno dei cinque obiettivi (ma è possibile impostare una partita perché si possa vincere solo attraverso alcuni obiettivi): conquistare tutte le civiltà, controllare la maggior parte del territorio globale con la più grande popolazione, essere il primo a costruire una nave spaziale per colonizzare Alfa Centauri, raggiungere il livello di cultura "leggendario" in tre città, o vincere attraverso le elezioni ONU. Se finiscono i turni (di solito nell'anno 2050) e nessuno di questi obiettivi è stato soddisfatto da nessuna nazione, la nazione con il più alto punteggio è dichiarata vincitrice.
Civilization IV è stato pubblicato ufficialmente in inglese, tedesco, francese, spagnolo, italiano, giapponese, cinese e polacco. Alcuni fan hanno fatto la traduzione anche in russo, finlandese e ceco.

## Nuove caratteristiche
Civilization IV introduce aspetti completamente nuovi rispetto a Civilization III fra i quali:
- I grandi personaggi, divisi in: artisti, mercanti, profeti, ingegneri e scienziati. Ognuno di questi fornisce un bonus diverso. Fra i grandi personaggi vi sono Xi Ling-Shi, Platone, Mosè, Omero, William Shakespeare, Ramakrishna, Michelangelo, Isaac Newton, Zoroastro, Jalal al-Din Muhammad Rumi, Coco Chanel, e Albert Einstein.
- Le città aggiungono ora il surplus di derrate alimentari alla produzione di coloni o dei lavoratori, non sottraendone popolazione ma bloccando la crescita cittadina per il tempo di produzione.
- Il concetto di corruzione dei precedenti Civilization è sostituito da un sistema di manutenzione cittadina. Civiltà con numerose città piccole o inefficienti le troveranno troppo costose da mantenere. Insieme al cambiamento nella produzione dei lavoratori e coloni, questa accortezza previene una strategia nota alla comunità di giocatori come Infinite City Sprawl (ICS), dove miriadi di nuove città venivano costruite il più in fretta possibile ignorando il conseguente aggravio della manutenzione cittadina.
- Le unità di una civiltà (eccetto Spia, Caravella, Esploratore) non possono sconfinare nel territorio di un'altra tranne nel caso di una dichiarazione di guerra (che può essere generata anche entrando forzatamente nel territorio nemico con il tasto destro del mouse) o di un diritto di passaggio.
- Le forme di governo si dividono ora in cinque categorie: Governo, Sistema legale, Lavoro, Economia, Religione. Per ognuna di queste è possibile scegliere una forma di governo scoperta, che fornirà bonus e malus ed avrà con un costo per turno, a meno che in particolari condizioni (il meccanismo è mutuato da Sid Meier's Alpha Centauri).
- Le varie IA non conosceranno subito tutta la mappa, ma saranno allo stesso livello dei giocatori.
- L'IA è più capace: sfrutta pienamente le proprie possibilità ed è migliore nella pianificazione a lungo termine, e scala a seconda dei 9 livelli di difficoltà.

### Diplomazia
- Le nuove possibilità diplomatiche includono la richiesta di un Trattato di pace, di un embargo fra due civiltà straniere contro una terza e la possibilità di regalare unità individuali (dalla schermata di gioco).
- I meccanismi diplomatici sono ora più trasparenti: la schermata diplomatica mostra ora non solo cosa gli altri leader pensano di te ma anche in che grado, tramite aggiunta o sottrazione di punti di reputazione per ogni buona o cattiva azione nei loro confronti.
- Le Nazioni Unite permettono di approvare risoluzioni mondiali (es. bandire le armi nucleari) oltre che aprire la possibilità di vittoria diplomatica (anche questa funzionalità era già comparsa in Alpha Centauri).

### Combattimento
Le unità non hanno più punti di attacco e difesa separati. Al loro posto è stata introdotta la forza di combattimento. Al posto delle promozioni di grado generiche, caratteristica dei precedenti capitoli, le unità acquisiscono ora esperienze di combattimento specifiche, come bonus contro tipi di unità o abilità come un attraversamento più agile nelle foreste, per un totale di 41 differenti tipi di promozioni. Il giocatore può anche confrontare i valori di forza delle unità che si affronteranno in una battaglia prima di un attacco. Questo valore è solo comparativo, e non indica l'esito della battaglia che dipende in parte anche dal caso.

### Produzione e commercio
- Vi sono 31 tipi di risorse scambiabili (a parte le risorse di successo, utilizzabili solo da un giocatore per volta, e che non possono essere vendute se non dal possessore fisico) che richiedono il miglioramento di un lavoratore o di una chiatta per sfruttarle. Alcune risorse sono obbligatorie per la costituzione di certe unità, la costruzione di certi edifici o meraviglie, alcune raddoppiano la velocità di costruzione di alcune meraviglie ed altre fungono da merci di lusso come in Civilization III, fornendo felicità o salute a tutte le città connesse loro. Vi sono anche tre tipi di beni culturali commerciabili, forniti da altrettante meraviglie della tarda età industriale e moderna.
- Le città sul medesimo mare o fiume sono automaticamente connesse fra loro.
- Non è più possibile trasferire tutta la produzione da un progetto ad un altro, ma la produzione accumulata per un dato progetto rimane anche dopo averlo cambiato, in modo da poterlo riprendere in seguito.
- Se più civiltà stanno lavorando alla stessa Grande Meraviglia, vince la prima che la completa. Gli altri dovranno accontentarsi di una quantità d'oro proporzionale alla produzione accumulata per il progetto e dovranno scegliere un nuovo progetto.

### Miglioramenti alla struttura di gioco
- Inquinamento, limitazioni della crescita cittadina ed aspetti simili apparsi nei precedenti capitoli confluiscono nel sistema della salute cittadina. Risorse e miglioramenti, come grano e ospedali, incrementano i punti salute mentre la crescita della popolazione e le attività industriali li decrementano. Il fallout nucleare rimane nei casi di attacco atomico o meltdown (fusione di centrale nucleare).
- Le città vengono paralizzate dai disordini causati da guerre o conquiste, ma si riprendono in un periodo di tempo proporzionale alla grandezza ed alla cultura. Per ogni punto di "scontentezza" un cittadino si rifiuterà di lavorare.
- Alcuni miglioramenti funzionali sono stati introdotti: è il caso del movimento di gruppo per le unità e dello scarto dell'ultimo turno di produzione o ricerca, che viene ora cumulato al successivo progetto.

### Multimedia
- Una colonna sonora più ricca accompagna l'azione di gioco. Musica barocca (Bach), rinascimentale (Desprez, da Palestrina e altri), classica (tra cui brani di Brahms e Beethoven), minimalista (John Adams) e brani composti appositamente per il gioco (principalmente da Jeff Briggs). Il brano introduttivo, composto da Christopher Tin si intitola Baba Yetu ed è basato sulla traduzione Swahili del Padre Nostro; nel 2011 ha vinto il premio Grammy Award nella categoria miglior arrangiamento strumentale per accompagnamento vocale.[1] Ora tutti i leader hanno le proprie colonne sonore nella schermata diplomazia. Il Kublai Khan ha ereditato da Civilization III la musica di Gengis Khan, così come, con qualche riarrangiamento, Mao Tse Tung.
- La voce narrante della versione inglese del gioco è di Leonard Nimoy, il celebre Spock della serie classica di Star Trek. Le unità di terra "parlano" ora la propria lingua madre quando selezionate.
- Civilization 4 usa lo stesso motore grafico 3D (Gamebryo) di Sid Meier's Pirates!, che permette zoom scorrevoli dalla mappa del mondo giù fino alle singole città.

### Religione
Il concetto di separate religioni è nuovo in Civilization IV. Nei precedenti capitoli, i giocatori potevano costruire templi o cattedrali, ma la religione era una caratteristica generica nel fornire felicità e cultura. Vi sono ora sette religioni nel gioco che sono, in ordine alfabetico: Buddismo, Confucianesimo, Cristianesimo, Giudaismo, Induismo, Islamismo e Taoismo. Non ci sono bonus particolari di una religione rispetto ad un'altra, ma ognuna è rivelata da una particolare scoperta nell'albero delle tecnologie. Il primo a scoprire una religione ne diventa il fondatore, e la città scopritrice diventa una città santa (in cui un Grande Profeta potrà costruire un santuario religioso).
Le religioni si diffonderanno lentamente durante il gioco, specialmente in città senza neanche una fede religiosa. Si può accelerare il processo tramite i missionari, i monasteri, i santuari e si può chiedere ad un'altra civiltà di convertirsi alla propria religione. Due civiltà che condividono la medesima religione saranno più amichevoli negli scambi commerciali e nella diplomazia mentre chi adotta una religione diversa mostrerà diversi gradi di ostilità.
Le forme di governo influiscono profondamente sulle religioni, a cui è dedicata una sezione specifica: si può ad esempio imporre una religione di Stato oppure concedere la libertà di culto nel territorio della civiltà.

### Civiltà e leader
- Americani: George Washington / Franklin D. Roosevelt
- Aztechi: Montezuma
- Greci: Alessandro Magno
- Giapponesi: Tokugawa
- Persiani: Ciro
- Arabi: Saladino
- Cinesi: Qin Shi Huang / Mao Tse-Tung
- Egizi: Hatshepsut
- Inglesi: Vittoria / Elisabetta I
- Francesi: Luigi XIV / Napoleone
- Tedeschi: Federico II di Prussia / Otto Von Bismarck
- Inca: Huayna Cápac
- Indiani: Asoka / Gandhi
- Malinesi: Mansa Musa
- Mongoli: Gengis Khan / Kublai Khan
- Romani: Giulio Cesare
- Russi: Pietro I di Russia / Caterina II
- Spagnoli: Isabella

#### Unità riservate a ogni civiltà
| Civiltà    | Unità riservata     | Tipo di unità                      | Periodo             |
| ---------- | ------------------- | ---------------------------------- | ------------------- |
| Americani  | Navy SEAL           | Unità con armi da fuoco            | Età contemporanea   |
| Arabi      | Arciere su cammello | Unità montata                      | Età medievale       |
| Aztechi    | Guerriero giaguaro  | Unità da combattimento ravvicinato | Età antica/classica |
| Cinesi     | Chu-Ko-Nu           | Unità da combattimento ravvicinato | Età medievale       |
| Egizi      | Carro da guerra     | Unità montata                      | Età antica/classica |
| Francesi   | Moschettiere        | Unità con armi da fuoco            | Età rinascimentale  |
| Giapponesi | Samurai             | Unità da combattimento ravvicinato | Età medievale       |
| Greci      | Falange             | Unità da combattimento ravvicinato | Età classica        |
| Inca       | Quechua             | Unità da combattimento ravvicinato | Età antica/classica |
| Indiani    | Lavoratore veloce   | Lavoratore                         | Tutte le età        |
| Inglesi    | Giubba rossa        | Unità con armi da fuoco            | Età industriale     |
| Maliensi   | Skirmisher          | Unità da combattimento ravvicinato | Età medievale       |
| Mongoli    | Kheshig             | Unità montata                      | Età medievale       |
| Persiani   | Immortali           | Unità montata                      | Età classica        |
| Romani     | Guardia pretoriana  | Unità da combattimento ravvicinato | Età classica        |
| Russi      | Cosacchi            | Unità montata                      | Età industriale     |
| Spagnoli   | Conquistadores      | Unità montata                      | Età rinascimentale  |
| Tedeschi   | Panzer              | Unità corazzata                    | Età moderna         |

### Scienza e tecnologia
- A differenza dei precedenti capitoli, Civilization IV ha quattro ere di avanzamento scientifico e tecnologico: l'età antica e classica, medioevale e rinascimentale, industriale e moderna. Non è più necessario scoprire tutte le tecnologie di un'età per avanzare alla successiva.
- Vi sono un totale di 86 tecnologie in Civilization IV rispetto alle 81 di Civilization III.
- Lo sviluppo tecnologico e scientifico è più flessibile, per cui alcune scoperte possono essere fatte in più di un modo.
- Le ultime scoperte sono chiamate Tecnologia futura seguita da un numero progressivo. In Civilization IV ogni tecnologia futura dà diritto a un bonus di felicità e uno salute per ogni città.

### Meraviglie del mondo
Come in Civilization III anche in Civilization IV troviamo le Meraviglie divise in due categorie: Meraviglie Mondiali (Grandi Meraviglie), che possono essere costruite una volta soltanto, e Meraviglie Nazionali (Piccole Meraviglie), che possono essere costruite una volta per civiltà. Tra le 41 Meraviglie Mondiali sono compresi anche i sette santuari religiosi.
In Civilization IV viene anche introdotto una nuova classe di edifici chiamati Progetti (alcuni esempi sono il Programma Apollo e di Internet). La principale differenza tra i Progetti e le Meraviglie consiste che la loro costruzione non può essere affrettata in alcun modo. I progetti sono classificati in Progetti Mondiali e Progetti Veicolari (i quali riguardano la costruzione della Nave Spaziale).

#### Meraviglie mondiali (Grandi meraviglie)
- Il Grande Faro - +2 rotte commerciali in tutte le città costiere. Più probabilità per la città di generare il Grande Mercante.
- Il Colosso - +1 commercio per ogni casella d'acqua in tutte le città. Più probabilità per la città di generare il Grande Mercante.
- La Grande Biblioteca - +2 scienziati gratuiti. Più probabilità per la città di generare il Grande Scienziato.
- I Giardini Pensili - +1 salute in tutte le città. +1 popolazione in tutte le città. Più probabilità per la città di generare il Grande Ingegnere.
- Le Piramidi - Consente tutte le forme di governo civili. Più probabilità per la città di generare il Grande Ingegnere.
- L'Oracolo - +1 tecnologia gratuita. Più probabilità per la città di generare il Grande Profeta.
- Partenone - +50% tasso di natalità di Grandi Personaggi in tutte le città. Più probabilità per la città di generare il Grande Artista.
- Il Stonehenge - Obelisco gratuito in ogni città. Centra la mappa del mondo. Più probabilità per la città di generare il Grande Profeta.
- Chichén Itzá - +25% di difesa in tutte le città della civiltà costruttrice. Più probabilità per la città di generare il Grande Profeta.
- Angkor Wat - +1 martello da sacerdote in tutte le città. Puoi trasformare 3 cittadini in sacerdoti. Più probabilità per la città di generare il Grande Profeta.
- Notre Dame - +1 felice in tutte le città in questo continente. Più probabilità per la città di generare il Grande Artista.
- Il minareto a spirale - +1 oro da tutti gli edifici della religione di Stato. Più probabilità per la città di generare il Grande Profeta.
- La Cappella Sistina - +2 cultura per ogni specialista in tutte le città. +5 cultura da tutti gli edifici della religione di Stato. Più probabilità per la città di generare il Grande Artista.
- La Statua della Libertà - +1 specialista gratuito in tutte le città in questo continente. Più probabilità per la città di generare il Grande Mercante.
- Il Taj Mahal - Inizia l'Età d'Oro. Più probabilità per la città di generare il Grande Artista.
- Versailles - Riduce la corruzione nelle città vicine. Più probabilità per la città di generare il Grande Mercante.
- La Torre Eiffel - Un ripetitore gratuito in ogni città. Più probabilità per la città di generare il Grande Mercante.
- Broadway - +50% cultura in questa città. +1 felice in questa città. Fornisce Musical di successo.
- Hollywood - +50% Cultura in questa città; +1 felice in questa città. Fornisce Film di successo. Più probabilità per la città di generare il Grande Artista.
- Il Rock'N'Roll - +50% Cultura in questa città; +1 felice in questa città. Fornisce Canzoni. Più probabilità per la città di generare il Grande Artista.
- Il Cremlino - Costo di produzione affrettati del -33%.
- Il Pentagono - Le nuove unità ricevono +2 punti esperienza in tutte le città.
- L'Ascensore spaziale - +50% produzione della nave spaziale in tutte le città. Più probabilità per la città di generare il Grande Scienziato.
- La Diga delle Tre Gole - Fornisce energia per tutte le città in questo continente. Più probabilità per la città di generare il Grande Ingegnere.
- Le Nazioni Unite - Consente le elezioni delle Nazioni Unite. Garantisce l'idoneità per voti diplomatici. Più probabilità per la città di generare il Grande Mercante.

Santuari religiosi
- Il Tempio di Salomone - +1 oro per ogni città con l'Ebraismo. Si diffonde l'Ebraismo. Puoi trasformare 3 cittadini in sacerdoti. Più probabilità per la città di generare il Grande Profeta.
- Il Kashi Wishwanath - +1 oro per ogni città con l'Induismo. Si diffonde l'Induismo. Puoi trasformare 3 cittadini in sacerdoti. Più probabilità per la città di generare il Grande Profeta.
- Il Mahabodhi - +1 oro per ogni città con il Buddismo. Si diffonde il Buddismo. Puoi trasformare 3 cittadini in sacerdoti. Più probabilità per la città di generare il Grande Profeta.
- Il Kong Miao - +1 oro per ogni città con il Confucianesimo. Si diffonde il Confucianesimo. Puoi trasformare 3 cittadini in sacerdoti. Più probabilità per la città di generare il Grande Profeta.
- Il Dai Miao - +1 oro per ogni città con il Taoismo. Si diffonde il Taoismo. Puoi trasformare 3 cittadini in sacerdoti. Più probabilità per la città di generare il Grande Profeta.
- La Chiesa della Natività - +1 oro per ogni città con il Cristianesimo. Si diffonde il Cristianesimo. Puoi trasformare 3 cittadini in sacerdoti. Più probabilità per la città di generare il Grande Profeta.
- Il Masjid al-Haram - +1 oro per ogni città con l'Islam. Si diffonde l'Islam. Puoi trasformare 3 cittadini in sacerdoti. Più probabilità per la città di generare il Grande Profeta.

#### Meraviglie nazionali
- Il Poema epico - +100% produzione di unità militari in questa città. Più probabilità per la città di generare il Grande Artista.
- Il Poema Patriottico - +100% di natalità di Grandi Personaggi in questa città. Più probabilità per la città di generare il Grande Artista.
- Il Palazzo Proibito - Riduce il mantenimento nelle città vicine.
- Parco nazionale - Elimina l'accesso al carbone dalla città. Nessuna malsanità tra la popolazione. +1 specialista gratis per riserva forestale. Più probabilità per la città di generare il Grande Scienziato.
- Il Teatro di Shakespeare - Nessun infelice in questa città. Puoi trasformare 3 cittadini in artisti. Più probabilità per la città di generare il Grande Artista.
- Hermitage - +100% Cultura in questa città. Più probabilità per la città di generare il Grande Artista.
- Ferriera - +50% martelli con carbone. +50% martelli con ferro. Puoi trasformare 3 cittadini in ingegneri. Più probabilità per la città di generare il Grande Ingegnere.
- Monte Rushmore - -25% di infelicità di guerra in tutte le città. Più probabilità per la città di generare il Grande Artista.
- Università di Oxford - +100% di ricerca in questa città. Puoi trasformare 3 cittadini in scienziati. Più probabilità per la città di generare il Grande Scienziato.
- Palazzo - Rende questa città la capitale. Riduce il mantenimento nelle città vicine. Rende 8 punti di commercio.
- Croce Rossa - Promozione gratuita Medico per ogni unità costruita in questa città. Più probabilità per la città di generare il Grande Scienziato.
- Wall Street - +100% oro in questa città. Puoi trasformare 3 cittadini in commercianti. Più probabilità per la città di generare il Grande Mercante.
- West Point - Le nuove unità ricevono +4 punti esperienza.

#### Progetti mondiali
- Il Progetto Manhattan - Consente la costruzione di armi, SDI e rifugi nucleari per tutte le civiltà.
- Internet - Concedi alla tua civiltà massimo 2 tecnologie conosciute da altre civiltà.

#### Progetti veicolari
- Il Programma Apollo - È necessario per creare le parti della nave spaziale. La "Vittoria Corsa allo Spazio" deve essere attivata.
- SDI - 75% di possibilità di intercettazione delle armi nucleari. Il progetto Manhattan deve essere stato costruito.

### Mappe e scenari ufficiali
Civilization IV comprende dei contenuti extra, distribuiti con lo scopo principale di mostrare le potenzialità che ha la modificabilità del gioco.
- Earth - Questa è la mappa della Terra del gioco. È grande 124x68 caselle, e comprende soltanto 9 civiltà antiche. È basata sulla proiezione di Robinson della Terra, in modo da ottimizzare le sue dimensioni.[2] In seguito, una versione comprendente tutte e 18 le civiltà è stata messa in commercio; essendo giudicata "impeccabile", ha vinto il primo premio nel concorso per mod GameFlood.[3]
- Earth Ice Age - Questa mappa rappresenta il mondo nell'ultima età glaciale (20000 anni fa). 11 civiltà scelte a caso sono contenuto al suo interno.[4]
- Earth 1000 AD - 13 civiltà popolano il mondo in questa esatta riproduzione della Terra al tempo delle crociate.[5]
- Greek World - Per ricreare il Mediterraneo nell'età classica è stata creata una mappa apposita, basata su quella di Ecateo di Mileto: il mondo come era conosciuto al tempo dei greci. I dettagli sono stati presi anche da altre mappe antiche, come quella di Omero, di Erodoto e di Tolomeo.[6]
- Desert War - Questo scenario rappresenta il fronte Mediterraneo nella seconda guerra mondiale. Le forze dell'Asse e gli alleati hanno diverse città come obiettivo. Possono vincere la partita mantenendone il controllo per 10 turni.
- American Revolution - Questo scenario inizia nel 1775. Il giocatore può stare dalla parte dei coloni americani o della monarchia britannica.

## Mod
Civilization IV è il capitolo di Civilization maggiormente modificabile. I testi e le regole del gioco sono memorizzati in file XML, un SDK è stato distribuito agli inizi del 2006 per consentire la modifica dell'IA e gran parte dell'interfaccia, mentre la generazione delle mappe e la gestione degli eventi sono scritte completamente in Python.
Civilization IV presenta quattro livelli di customizzazione: l'editor delle mappe, tramite il codice XML o Python e tramite l'SDK.